# Wilferd Madelung
Wilferd Ferdinand Madelung (Stoccarda, 26 dicembre 1930 – 9 maggio 2023) è stato un arabista, islamista e saggista tedesco.

## Biografia
Wilferd Madelung fu un noto studioso di Islamistica e di storia dell'Islam. Completò i suoi primi studi a Stoccarda, dove frequentò il gymnasium Eberhard-Ludwig.
La sua famiglia si trasferì negli Stati Uniti dopo il 1947. Egli studiò a Georgetown e si recò poi in Egitto nel 1952, risiedendovi per un anno. Durante quel soggiorno, ebbe luogo nel 1952 il colpo di Stato repubblicano dei "Liberi Ufficiali". Qui Madelung ebbe modo di conoscere Ihsan Abbas, noto studioso di storia islamica e apprezzato editore di manoscritti. Dopo il periodo trascorso in Egitto, tornò in Germania e lì completò gli studi post-universitari nel 1957. Lavorò con Bertrand Spuler e nel 1958 fu inviato in Iraq dal governo tedesco, per operare nella locale ambasciata. Poco dopo il suo arrivo a Baghdad, il Brigadier Generale Abd al-Karim Qasim rovesciò il regime monarchico filo-britannico con un cruento colpo di Stato. Madelung rimase in Iraq per due anni ancora, quindi si recò a Chicago per insegnarvi.
Madelung fu Laudian Professor of Arabic nell'University of Oxford dal 1978 al 1998. Scrisse numerosi importanti saggi di storia del primo Islam, occupandosi anche di eresiologia islamica, specialmente le eresie della Shi'a, dell'Ismailismo e dell'Ibadismo.

## Opere
- Madelung, W. (editor) - Arabic Texts concerning the History of the Zaydi Imams of Tabaristan, Daylaman and Gilan, Franz Steiner, 1987
- Madelung, W., Religious Trends in Early Islamic Iran, 1988
- Madelung, W., Religious and Ethnic Movements in Medieval Islam, 1992
- Madelung, W., The Succession to Muhammad, Cambridge University Press, 1997
- Madelung, W. and Walker, P., An Ismaili Heresiography, Leida, 1998
- Madelung, W. and Walker, P., The Advent of the Fatimids: A Contemporary Shi'i Witness, Londra, I.B. Tauris, 2000
- Madelung, W., Der Imam al-Qasim ibn Ibrahim und die Glaubenslehre der Zaiditen, Walter De Gruyter Incorporated, 2002
- Madelung, W., Religious school and sects in medieval Islam
- Madelung, W., and Abdulrahman al-Salimi, Early Ibāḍī Theology. Six kalām texts by ‘Abd Allāh b. Yazīd al-Fazārī, Leiden, Brill 2014. ISBN 9789004270251